# Juan de Zurbarán

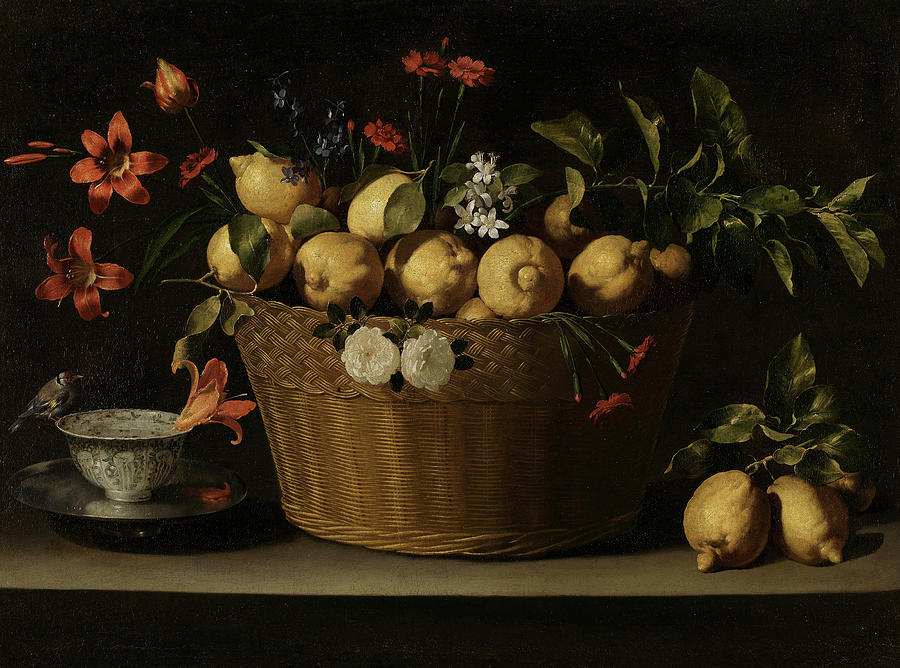
Bodegón con limones y cesta de mimbre, hacia 1643-1649, óleo sobre lienzo, 81.4 × 108.5 cm, National Gallery, Londres.

Juan de Zurbarán fue un pintor barroco español. Nació en Llerena (Badajoz) en 1620 y murió en Sevilla en 1649.

## Biografía
Hijo de Francisco de Zurbarán (1598 - 1664), se formó en el taller que su padre poseía en Sevilla, con el que es muy probable que colaborara en diferentes pinturas, entre ellas el célebre Bodegón con cacharros, como sostienen algunos autores. 
La influencia paterna está patente en su obra, aunque también confluyen en su estilo los modos holandés, lombardo y napolitano. Su actividad pictórica se centró en el bodegón, género del que está considerado como uno de los máximos representantes del Siglo de Oro español.
A este eje temático pertenecen el Bodegón con fruta y jilguero y el Bodegón con cesta de manzanas, membrillos y granadas, conservados en el Museu Nacional d'Art de Catalunya, Peras en un cuenco de porcelana del Art Institute of Chicago o el Plato con manzanas y flores de azahar, en una colección privada, entre otras obras autógrafas o atribuidas.
En 1641 Juan de Zurbarán se casó con Mariana de Cuadros, hija de un rico comerciante, que moriría poco después. 
Su carrera se vio truncada por su temprana muerte, cuando tenía 29 años. Contrajo la peste durante la epidemia que asoló Sevilla en 1649 y perdió la vida junto con varios de sus hermanos.
La personalidad artística de Juan de Zurbarán y su producción (muy corta) están cobrando interés en tiempos recientes. Bodegón de limones, fue adquirido por la Real Academia de Bellas Artes de San Fernando en el año 2000. Este pintor carecía de presencia en el Museo del Prado hasta que en 2016 la pinacoteca madrileña adquirió un gran lienzo (Bodegón con granada y uvas, h. 1643) relacionado con otro bodegón firmado conservado en Mänttä, Finlandia. En 2017, la National Gallery de Londres adquirió Bodegón con limones y cesta de mimbre.